# Deuce Bigalow - Puttano in saldo
Deuce Bigalow - Puttano in saldo (Deuce Bigalow: European Gigolo) è un film del 2005 diretto da Mike Bigelow.
Il film è il sequel di Gigolò per sbaglio.

## Trama
Deuce Bigalow giunge ad Amsterdam dove incontra il suo vecchio amico T.J. Hicks, di professione organizzatore di incontri con uomini. Una serie di misteriosi omicidi, perpetrati ai danni dei gigolò riunitisi nella città olandese per l'annuale ritrovo di categoria, viene addebitata dalla polizia a Hicks. Bigalow, cercando di salvare l'amico ingiustamente accusato di essere pericoloso e omosessuale, si innamora di Eva, scoprendo che l'assassino altri non è che lo zio poliziotto di quest'ultima, stanco del decadimento morale che ha colpito la sua città a causa del fenomeno della prostituzione, oltre che per la faccenda accaduta alla scuola di gigolò in cui da giovane assistette ad una terapia di abbordaggio tra il professore e la sua ragazza, con conseguente esplosione del suo pene, dovuto ad una pompetta prestatogli dal compagno. Deuce cerca di far ragionare l'agente ma non ci riesce, tuttavia con l'aiuto di due sue clienti, precedentemente di Antoine, riesce a stenderlo. Alla fine Deuce e Eva si fidanzano e T.J. viene rilasciato dalla galera ed ora ama la sua nuova vita da galeotto gay.

## Personaggi
Nel film ha recitato anche Elisabetta Canalis che ha un piccolo cameo nell'introduzione. Stessa cosa anche per Adam Sandler che ha un piccolo cameo nel finale del film oltre ad essere uno dei produttori.

## Accoglienza

### Incassi
In Italia il film ha incassato 415000 €, mentre in totale gli incassi sono ammontati a poco più di 45 milioni di dollari.

### Critica
Il film ha ricevuto durante l'edizione dei Razzie Awards 2005 quattro candidature, tra le quali Peggior film, Peggiore coppia per Rob Schneider e i suoi pannolini, Peggior sceneggiatura per Rob Schneider, David Garrett e Jason Ward, e Peggior remake o sequel; ha vinto il Razzie Award al peggior attore protagonista per Schneider.
Roger Ebert lo considera uno dei suoi film più odiati, tanto da aver non ironicamente scritto "your movie sucks" nella sua recensione.